# Wuhan Open 2017
Wuhan Open 2017 , oficiálně se jménem sponzora Dongfeng Motor Wuhan Open 2017 , byl tenisový turnaj pořádaný jako součást ženského okruhu WTA Tour, který se hrál v areálu Optics Valley International Tennis Center na otevřených dvorcích s tvrdým povrchem DecoTurf. Konal se mezi 22. až 30. zářím 2017 v čínském Wu-chanu jako čtvrtý ročník turnaje.
Turnaj s rozpočtem 2 666 000 amerických dolarů patřil do kategorie Premier 5. Nejvýše nasazenou hráčkou ve dvouhře se stala světová jednička Garbiñe Muguruzaová ze Španělska. Poslední přímou startující v hlavní singlové soutěži se stala čínská 57. hráčka žebříčku Wang Čchiang.
V ženské dvouhře získala svůj nejcennější titul kariéry francouzská tenistka Caroline Garciaová. Deblovou soutěž ovládly turnajové jedničky Čan Jung-žan a Martina Hingisová. Pro Hingisovou se jednalo již o třetí wuchanskou trofej.

## Rozdělení bodů a finančních odměn

### Rozdělení bodů
| Soutěž  | vítězky | finalistky | semifinalistky | čtvrtfinalistky | 16 v kole | 32 v kole | 64 v kole | Q  | Q2 | Q1 |
| ------- | ------- | ---------- | -------------- | --------------- | --------- | --------- | --------- | -- | -- | -- |
| dvouhra | 900     | 585        | 350            | 190             | 105       | 60        | 1         | 30 | 20 | 1  |
| čtyřhra | 900     | 585        | 350            | 190             | 105       | 1         | —         | —  | —  | —  |

### Finanční odměny
| Soutěž                               | vítězky  | finalistky | semifinalistky | čtvrtfinalistky | 16 v kole | 32 v kole | 64 v kole | Q2     | Q1     |
| ------------------------------------ | -------- | ---------- | -------------- | --------------- | --------- | --------- | --------- | ------ | ------ |
| dvouhra                              | $487 245 | $243 621   | $121 690       | $56 115         | $27 790   | $14 265   | $7 335    | $4 080 | $2 099 |
| čtyřhra                              | $139 300 | $70 480    | $34 880        | $17 560         | $8 900    | $4 395    | —         | —      | —      |
| částka ve čtyřhře je uvedena na pár. |          |            |                |                 |           |           |           |        |        |

## Ženská dvouhra

### Nasazení
| Stát                         | Hráčka                 | WTA | Nasazení |
| ---------------------------- | ---------------------- | --- | -------- |
| Španělsko                    | Garbiñe Muguruzaová    | 1.  | 1.       |
| Rumunsko                     | Simona Halepová        | 2.  | 2.       |
| Česko                        | Karolína Plíšková      | 4.  | 3.       |
| Dánsko                       | Caroline Wozniacká     | 6.  | 4.       |
| Spojené království           | Johanna Kontaová       | 7.  | 5.       |
| Rusko                        | Světlana Kuzněcovová   | 8.  | 6.       |
| Slovensko                    | Dominika Cibulková     | 9.  | 7.       |
| Lotyšsko                     | Jeļena Ostapenková     | 10. | 8.       |
| Polsko                       | Agnieszka Radwańská    | 11. | 9.       |
| USA                          | Madison Keysová        | 12. | 10.      |
| Česko                        | Petra Kvitová          | 13. | 11.      |
| Německo                      | Angelique Kerberová    | 14. | 12.      |
| Francie                      | Kristina Mladenovicová | 15. | 13.      |
| USA                          | Sloane Stephensová     | 17. | 14.      |
| Lotyšsko                     | Anastasija Sevastovová | 18. | 15.      |
| Rusko                        | Jelena Vesninová       | 19. | 16.      |
| Žebříček WTA k 18. září 2017 |                        |     |          |

### Jiné formy účasti
Následující hráčky obdržely divokou kartu do hlavní soutěže:
- Tuan Jing-jing
- Jil Teichmannová
- Wang Ja-fan

Následující hráčka nastoupila do hlavní soutěže pod žebříčkovou ochranou:
- Sloane Stephensová

Následující hráčky postoupily do hlavní soutěže z kvalifikace:
- Ons Džabúrová
- Varvara Lepčenková
- Magda Linetteová
- Christina McHaleová
- Monica Niculescuová
- Andrea Petkovicová
- Mónica Puigová
- Maria Sakkariová

### Odhlášení
před zahájením turnaje
- Timea Bacsinszká → nahradila ji  Wang Čchiang
- Mirjana Lučićová Baroniová → nahradila ji  Ashleigh Bartyová
- Lucie Šafářová → nahradila ji  Julia Putincevová
- Coco Vandewegheová → nahradila ji  Donna Vekićová

## Ženská čtyřhra

### Nasazení
| Stát                                                                     | Hráčka                 | Stát      | Hráčka                     | WTA | Nasazení |
| ------------------------------------------------------------------------ | ---------------------- | --------- | -------------------------- | --- | -------- |
| Čínská Tchaj-pej                                                         | Čan Jung-žan           | Švýcarsko | Martina Hingisová          | 5.  | 1.       |
| Rusko                                                                    | Jekatěrina Makarovová  | Rusko     | Jelena Vesninová           | 10. | 2.       |
| Indie                                                                    | Sania Mirzaová         | Čína      | Pcheng Šuaj                | 17. | 3.       |
| Austrálie                                                                | Ashleigh Bartyová      | Austrálie | Casey Dellacquová          | 28. | 4.       |
| Kanada                                                                   | Gabriela Dabrowská     | Čína      | Sü I-fan                   | 38. | 5.       |
| Německo                                                                  | Anna-Lena Grönefeldová | Česko     | Květa Peschkeová           | 42. | 6.       |
| Polsko                                                                   | Alicja Rosolská        | USA       | Abigail Spearsová          | 56. | 7.       |
| Francie                                                                  | Kristina Mladenovicová | Rusko     | Anastasija Pavljučenkovová | 58. | 8.       |
| Žebříček WTA k 18. září 2017; číslo je součtem umístění obou členek páru |                        |           |                            |     |          |

### Jiné formy účasti
Následující páry obdržely divokou kartu do hlavní soutěže:
- Kuo Šan-šan /  Jie Čchiou-jü
- Wang Čchiang /  Wang Ja-fan

Následujícví pár nastoupil z pozice náhradníka:
- Mona Barthelová /  Carina Witthöftová

#### Odhlášení
před zahájením turnaje
- Monica Niculescuová
- Jeļena Ostapenková
- Anastasija Pavljučenkovová

## Přehled finále

### Ženská dvouhra
- Caroline Garciaová vs.  Ashleigh Bartyová, 6–73–7, 7–67–4, 6–2

### Ženská čtyřhra
- Čan Jung-žan /  Martina Hingisová vs.  Šúko Aojamová /  Jang Čao-süan, 7–67–5, 3–6, [10–4]